# Vochysia
Genre
Classification APG III (2009)
Synonymes
- Cucullaria Schreb. in Gen. Pl., ed. 8[a]. 1: 6 (1789)
- Salmonia Scop. in Intr. Hist. Nat.: 209 (1777)
- Strukeria Vell. in Fl. Flumin.: 8 (1829)
- Vochya Vell. ex Vand. in Fl. Lusit. Bras. Spec.: 1 (1788)

Vochysia est un genre de plantes à fleurs de la famille des Vochysiaceae, dont l'espèce type est Vochysia guianensis Aubl.. Ce genre comprend aujourd'hui 117 espèces valides. Ce sont des arbres néotropicaux.

## Histoire naturelle
En 1775, le botaniste Aublet propose la diagnose suivante : 
« VOCHY . (Tabula 6.)

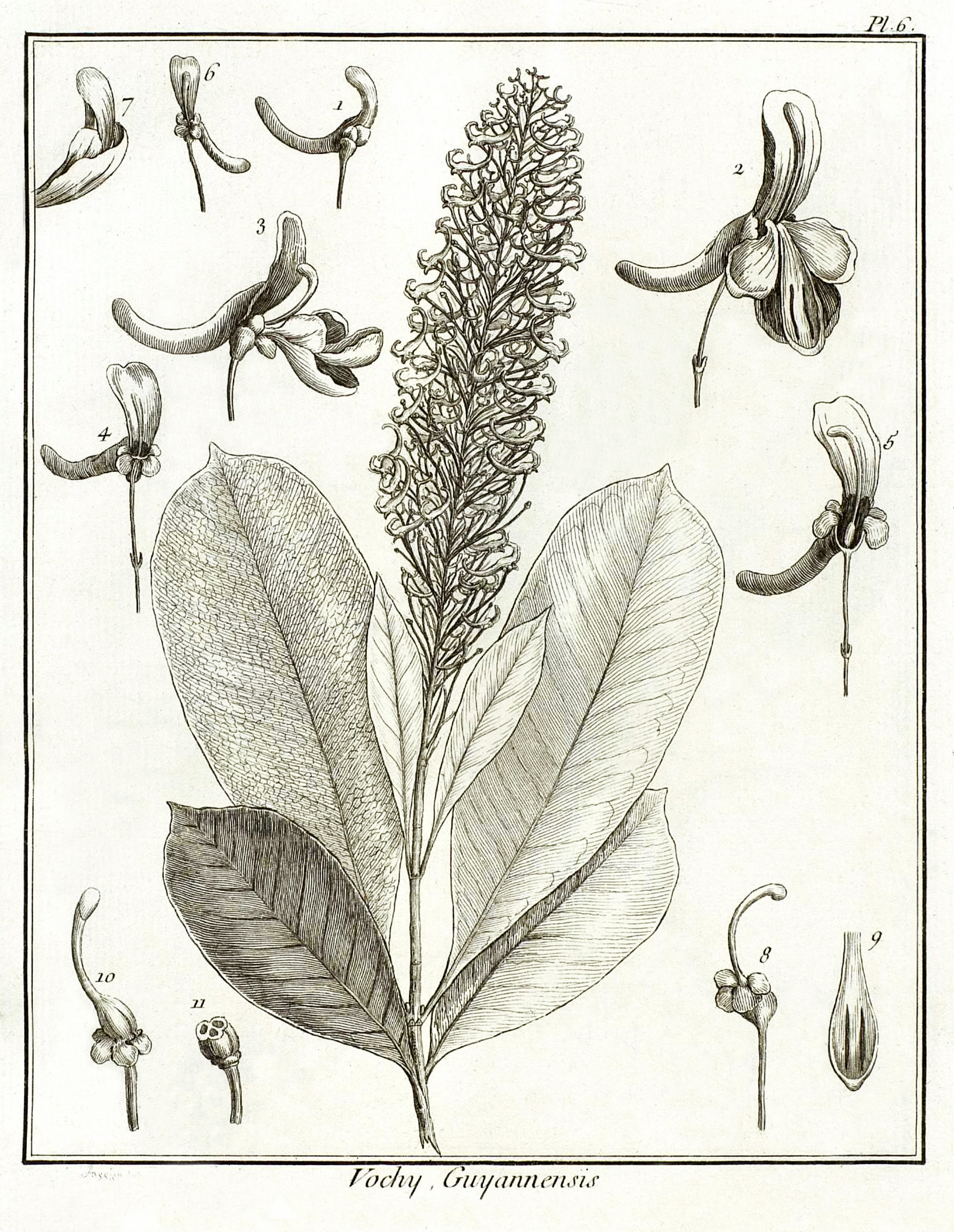
Vochysia guianensis par Aublet (1775) Planche 6. 1. Bouton de fleur. - 2. Corolle épanouie vue de face. - 3. Corolle épanouie vue de côte. - 4. Calice vu & face avec le pétale ſupérieur, le ſtyle, le ſtigmate. - 5. Calice ouvert. Piſtil. - 6. Calice vu de face dans ſa poſition naturelle. - 7. Pétales inférieurs & latéraux dans leur poſition naturelle. - 8. Calice & Piſtil. - 9. Feuillet qui porte les étamines. - 10. Calice. Ovaire. Style. Stigmate. - 11. Ovaire coupe en tr avers.

CAL. Perianthium monophyllum, quadripartitum ; laciniis ſubrotundis, ad oras viiloſis ; duabus majoribus. 
COR. tetrapetala : petalis inæqualibus, calici inſertis ; ſuperius porte elongatum in tubum obtuſum, clauſum, incurvum : pars ſuperior expanditur in lobum erectum, oblongum, emarginatum, limbo utrinque incurvo ; petala duo latéralia minora ungue lato inſerta, mutuo conniventia ; inferius amplum, intra lateralia poſitum ipſiſque incumbens. 
STAM. Filamentum unicum, oblongum, latum, membranaceum, apice concavum, calicis fundo inſertum. Antheræ binsæ, oblongæ, nigricantæ, in cavitate filamenti partim reconditæ. 
PIST. Germen ſubrotundum, ſubtrigonum. Stylus longus, incurvus, carnoſus. Stigma ab una parte convexum, ab altera complanatum. 
PER. immaturum, tranfversè ſectum, triloculare. 

SEM. plurima. »

## Liste d'espèces
Selon The Plant List (17/11/2021) :

### Espèces valides
- Vochysia acuminata Bong.
- Vochysia allenii Standl. & L.O.Williams
- Vochysia angustifolia Ducke
- Vochysia apopetala Ule
- Vochysia assua Stafleu
- Vochysia aurifera Standl. & L.O. Williams
- Vochysia bautistae Marc.-Berti
- Vochysia bifalcata Warm.
- Vochysia biloba Ducke
- Vochysia boliviana Rusby
- Vochysia braceliniae Standl.
- Vochysia caesia Stafleu
- Vochysia calamana Stafleu
- Vochysia calophylla Spruce ex Warm.
- Vochysia cassiquiarensis Stafleu
- Vochysia catingae Ducke
- Vochysia cayennensis Warm.
- Vochysia cinnamomea Pohl
- Vochysia cipoana Stafleu
- Vochysia citrifolia Poir.
- Vochysia complicata Ducke
- Vochysia costata Warm.
- Vochysia crassifolia Warm.
- Vochysia dasyantha Warm.
- Vochysia densiflora Spruce
- Vochysia discolor Warm.
- Vochysia divergens Pohl
- Vochysia diversa J.F. Macbr.
- Vochysia elegans Stafleu
- Vochysia elliptica Mart.
- Vochysia emarginata Vahl
- Vochysia eximia Ducke
- Vochysia expansa Ducke
- Vochysia ferruginea Mart.
- Vochysia floribunda Mart.
- Vochysia gardneri Warm.
- Vochysia gigantea Stafleu
- Vochysia glaberrima Warm.
- Vochysia glazioviana Warm.
- Vochysia grandis Mart.
- Vochysia guatemalensis Donn. Sm.
- Vochysia guianensis Aubl.
- Vochysia gummifera Mart. ex Warm.
- Vochysia haenkeana Mart.
- Vochysia hannekesaskiae Marc.-Berti
- Vochysia herbacea Pohl
- Vochysia ingens Ducke
- Vochysia inundata Ducke
- Vochysia jefensis A.Robyns
- Vochysia jonkeri Marc.-Berti
- Vochysia julianensis Marc.-Berti
- Vochysia lanceolata Stafleu
- Vochysia laurifolia Warm.
- Vochysia laxiflora Stafleu
- Vochysia leguiana J.F. Macbr.
- Vochysia lehmannii Hieron.
- Vochysia liscanoi Marc.-Berti
- Vochysia lomatophylla Standl.
- Vochysia lucida Klotzsch ex M.R. Schomb.
- Vochysia magnifica Warm.
- Vochysia maguirei Marc.-Berti
- Vochysia majuscula Pilg.
- Vochysia mapirensis Rusby
- Vochysia mapuerae Huber ex Ducke
- Vochysia martiana Stafleu
- Vochysia maxima Ducke
- Vochysia megalophylla Stafleu
- Vochysia meridensis Marc.-Berti
- Vochysia neyratii Normand
- Vochysia obidensis (Huber ex Ducke) Ducke
- Vochysia oblongifolia Warm.
- Vochysia obovata Stafleu
- Vochysia obscura Warm.
- Vochysia oppugnata (Velloso) Warm.
- Vochysia ortegae Marc.-Berti & J.Bautista
- Vochysia pachyantha Ducke
- Vochysia palmirana França & Proença
- Vochysia parviflora Spruce ex Warm.
- Vochysia pauciflora Steyerm.
- Vochysia penae Marc.-Berti
- Vochysia petraea Warm.
- Vochysia pinkusii A.C. Sm.
- Vochysia pruinosa Pohl
- Vochysia pumila Pohl
- Vochysia punctata Spruce ex Warm.
- Vochysia pygmaea Bong.
- Vochysia pyramidalis Mart.
- Vochysia rectiflora Warm.
- Vochysia revoluta Ducke
- Vochysia riedeliana Stafleu
- Vochysia rotundifolia Mart.
- Vochysia rubiginosa Stafleu
- Vochysia rufa Mart.
- Vochysia sabatieri Marc.-Berti
- Vochysia saccata Stafleu
- Vochysia saldanhana Warm.
- Vochysia schomburgkii Warm.
- Vochysia schwackeana Warm.
- Vochysia selloi Warm.
- Vochysia sessilifolia Warm.
- Vochysia spathiphylla Stafleu
- Vochysia spathulata Warm.
- Vochysia speciosa Warm.
- Vochysia splendens Spruce ex Warm.
- Vochysia sprucei Warm.
- Vochysia stafleui Marc.-Berti
- Vochysia steyermarkiana Marc.-Berti
- Vochysia surinamensis Stafleu
- Vochysia tabascana Sprague
- Vochysia tetraphylla (G.Mey.) DC.
- Vochysia thyrsoidea Pohl
- Vochysia tillettii Marc.-Berti
- Vochysia tomentosa (G.Mey.) DC.
- Vochysia tucanorum Mart.
- Vochysia venezuelana Stafleu
- Vochysia venulosa Warm.
- Vochysia vismiifolia Spruce ex Warm.

### Noms non résolus
- Vochysia alpestris Mart.
- Vochysia alternifolia Briq. & Glaz.
- Vochysia angelica M.C.Vianna & Fontella
- Vochysia antioquiae Sanoja & Marc.-Berti
- Vochysia artantha Stafleu
- Vochysia aurantiaca Stafleu
- Vochysia aurea Stafleu
- Vochysia brevipetiolata Malme
- Vochysia chapadensis Malme
- Vochysia columbiensis Marc.-Berti
- Vochysia cuiabensis Liais
- Vochysia dardanoi M.C.Vianna & Fontella
- Vochysia domadensis Taub.
- Vochysia douradensis Taub.
- Vochysia duquei Pilg.
- Vochysia fastigiata Warm.
- Vochysia firma Mart.
- Vochysia fontanesii Zucc. ex Warm.
- Vochysia fontellae Paula
- Vochysia garcia-barrigae Marc.-Berti
- Vochysia gentryi Marc.-Berti
- Vochysia gilgiana Perkins
- Vochysia glabrescens Klotzsch
- Vochysia goeldii Huber
- Vochysia goyazensis Gilg
- Vochysia kosnipatae Huamantupa
- Vochysia ledouxii Paula
- Vochysia lopezpalacioi Marc.-Berti
- Vochysia lopezpalaciosii Marc.-Berti
- Vochysia macrophylla Stafleu
- Vochysia magna Stafleu
- Vochysia mariziana Paula & J.L.Alves
- Vochysia megalantha Stafleu
- Vochysia micrantha Pohl
- Vochysia multiflora C. Mart.
- Vochysia nettoana Taub.
- Vochysia opaca Pohl ex Warm.
- Vochysia pacifica Cuatrec.
- Vochysia polyantha Ducke
- Vochysia poncy-barrieri Marc.-Berti
- Vochysia racemosa Poir.
- Vochysia retusa Pilg.
- Vochysia rufescens W.A.Rodrigues
- Vochysia santaluciae M.C.Vianna & Fontella
- Vochysia schomburgkiana Klotzsch
- Vochysia stenophylla Briq.
- Vochysia talmonii M.C.Vianna, Fontella & F.França
- Vochysia verticillata D.Dietr.
- Vochysia warmingiana Taub.